# Ján Babuliak
Ján Babuliak (* 5. září 1951) je bývalý slovenský fotbalista, obránce.

## Fotbalová kariéra
V československé lize hrál za Jednotu Trenčín. Nastoupil ve 20 ligových utkáních a dal 1 gól. Působil také v Čadci, kde žije.

## Ligová bilance
| Ročník                                   | Zápasy | Góly | Minuty | Klub            |
| ---------------------------------------- | ------ | ---- | ------ | --------------- |
| 2. československá fotbalová liga 1974/75 | -      | -    | -      | Jednota Trenčín |
| 1. československá fotbalová liga 1975/76 | 9      | 1    | 810    | Jednota Trenčín |
| 1. československá fotbalová liga 1976/77 | 11     | 0    | 816    | Jednota Trenčín |
| CELKEM                                   | 20     | 1    | 1 626  |                 |